# Beaulieu metróállomás
A Beaulieu (kiejtés: [bo.ljø]) a brüsszeli 5-ös metró állomása a Delta és az Demey állomások között.

## Az állomás története

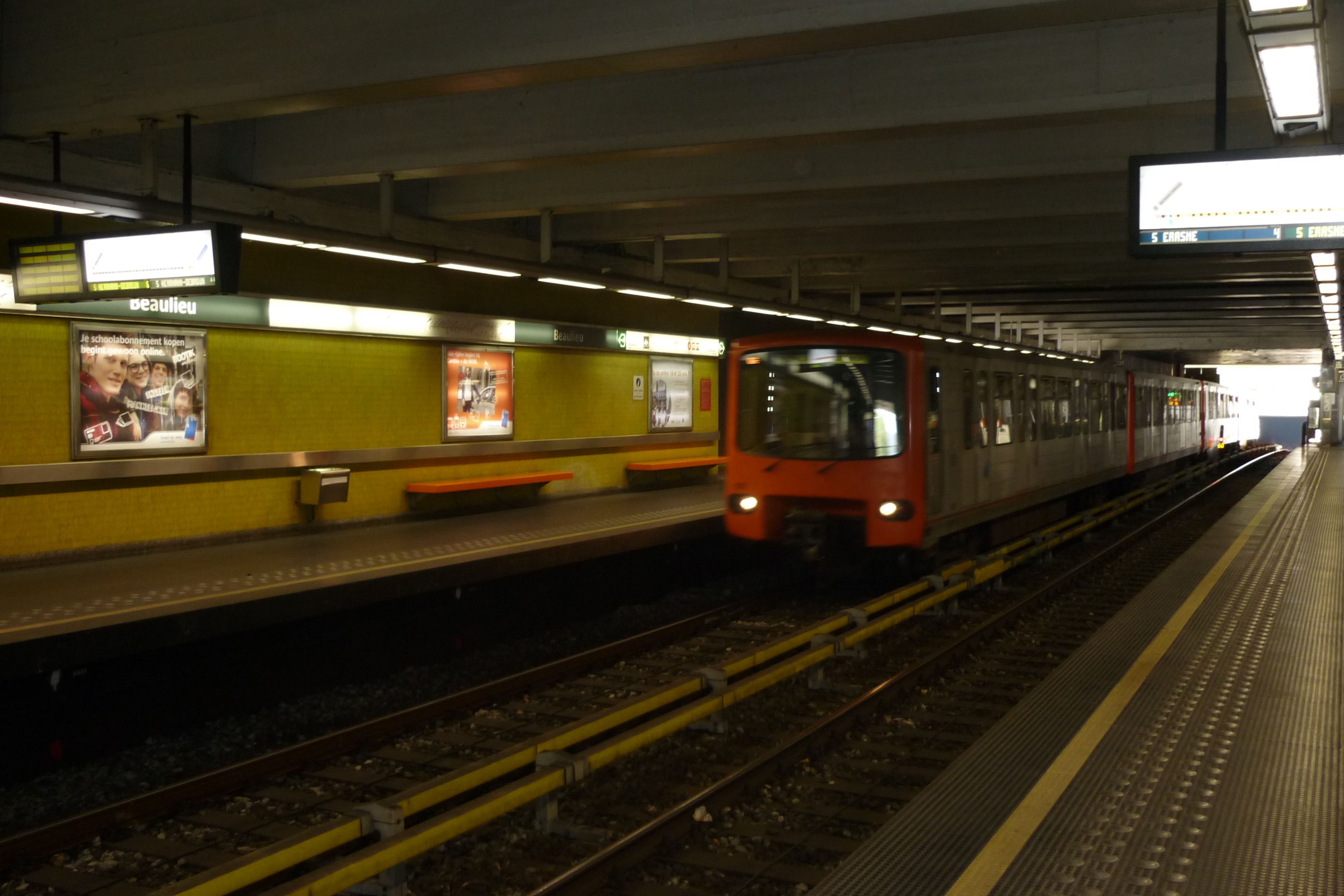
Az állomás belseje

Az állomás az 1970-es évek közepén épült, az A4-es autópálya (E411) brüsszeli bevezető szakaszával egy időben. Ez utóbbi közepén helyezkedik el, és a rue Jules Cockx halad el felette, ahonnan meg lehet közelíteni az állomást.

## Jellemzői
Az állomás a felszínen helyezkedik el az E411-es autópálya két menetiránya között. Minden bejárat az állomás felett helyezkedik el a rue Jules Cockxon. Egy gyalogos híd is épült az autópálya fölé, hogy összekösse az avenue des Meuniers-vel.
A Delta állomás irányába a metrók alagútban folytatják az útjukat.

## Átszállási lehetőségek
| 5 (Érasme – Herrmann-Debroux) |                                                                                |                                                                       |
| Állomás                       | Átszállási lehetőségek                                                         | Fontosabb létesítmények                                               |
| Beaulieu                      | 17 Beaulieu - Heiligenborre 71 Delta - De Brouckère (csak a De Brouckère felé) | Japanese School of Brussels, az Európai Bizottság Beaulieu telephelye |

## Fordítás
- Ez a szócikk részben vagy egészben  a   Beaulieu (métro de Bruxelles) című francia Wikipédia-szócikk ezen változatának fordításán alapul.  Az eredeti cikk szerkesztőit annak laptörténete sorolja fel. Ez a jelzés csupán a megfogalmazás eredetét és a szerzői jogokat jelzi, nem szolgál a cikkben szereplő információk forrásmegjelöléseként.